# Liste des communes de Cantabrie
Cette liste présente les 102 communes de Cantabrie (Espagne).

Carte des communes de Cantabrie

- Haut – A
- B
- C
- D
- E
- F
- G
- H
- I
- J
- K
- L
- M
- N
- O
- P
- Q
- R
- S
- T
- U
- V
- W
- X
- Y
- Z

## A
- Alfoz de Lloredo
- Ampuero
- Anievas
- Arenas de Iguña
- Argoños
- Arnuero
- Arredondo
- El Astillero

## B
- Bárcena de Cicero
- Bárcena de Pie de Concha
- Bareyo

## C
- Cabezón de la Sal
- Cabezón de Liébana
- Cabuérniga
- Camaleño
- Camargo
- Campoo de Enmedio
- Campoo de Yuso
- Cartes
- Castañeda
- Castro-Urdiales
- Cieza
- Cillorigo de Liébana
- Colindres
- Comillas
- Los Corrales de Buelna
- Corvera de Toranzo

## E
- Entrambasaguas
- Escalante

## G
- Guriezo

## H
- Hazas de Cesto
- Hermandad de Campoo de Suso
- Herrerías

## L
- Lamasón
- Laredo
- Liendo
- Liérganes
- Limpias
- Luena

## M
- Marina de Cudeyo
- Mazcuerras
- Medio Cudeyo
- Meruelo
- Miengo
- Miera
- Molledo

## N
- Noja

## P
- Penagos
- Peñarrubia
- Pesaguero
- Pesquera
- Piélagos
- Polaciones
- Polanco
- Potes
- Puente Viesgo

## R
- Ramales de la Victoria
- Rasines
- Reinosa
- Reocín
- Ribamontán al Mar
- Ribamontán al Monte
- Rionansa
- Riotuerto
- Las Rozas de Valdearroyo
- Ruente
- Ruesga
- Ruiloba

## S
- San Felices de Buelna
- San Miguel de Aguayo
- San Pedro del Romeral
- San Roque de Riomiera
- San Vicente de la Barquera
- Santa Cruz de Bezana
- Santa María de Cayón
- Santander
- Santillana del Mar
- Santiurde de Reinosa
- Santiurde de Toranzo
- Santoña
- Saro
- Selaya
- Soba
- Solórzano
- Suances

## T
- Los Tojos
- Torrelavega
- Tresviso
- Tudanca

## U
- Udías

## V
- Val de San Vicente
- Valdáliga
- Valdeolea
- Valdeprado del Río
- Valderredible
- Valle de Villaverde
- Vega de Liébana
- Vega de Pas
- Villacarriedo
- Villaescusa
- Villafufre
- Voto